# University of Pittsburgh Women's Volleyball
La University of Pittsburgh Women's Volleyball è la squadra pallavolo femminile appartenente alla University of Pittsburgh, avente sede a Pittsburgh (Pennsylvania): milita nella Atlantic Coast Conference della NCAA Division I.

## Storia
Il programma di pallavolo femminile della University of Pittsburgh viene fondato nel 1974. Nei primi anni della propria esistenza, il programma è affiliato alla AIAW Division I, effettuando la transizione alla NCAA Division I nel 1982, anno in cui aderisce alla Big East Conference: in questo periodo, sotto la guida di Shelton Collier, conquista quattro titoli di conference e partecipa tre volte alla post-season, senza mai andare oltre il primo turno.
Con l'arrivo in panchina di Susan Woodstra le Panthers conquistano altre quattro volte la Big East Conference e partecipano tre volte al torneo NCAA, dove, nel 1990, si spingono fino alle Sweet Sixteen, ottenendo il miglior risultato della propria storia. Le succede Cindy Alvear, restando in carica per sette anni, duranti i quali arrivano ancora due titoli di conference e due partecipazioni alla post-season.
Negli anni seguenti il programma viene affidato prima a Chris Beerman, che c'entra ancora un successo in conference e due partecipazioni al torneo NCAA, e poi Toby Rens, prima dell'arrivo in panchina di Daniel Fisher nel 2013: sotto la sua guida le Panthers emigrano nella Atlantic Coast Conference, conquistando tre titoli consecutivi. Nel 2021 raggiungono la prima Final-4 della propria storia, perdendo in semifinale contro la Nebraska. 

## Record
| Piazzamento          |    | Edizione                                                                                 |
| -------------------- | -- | ---------------------------------------------------------------------------------------- |
| Tornei NCAA          | 20 | Semifinali: 4 2021, 2022, 2023, 2024                                                     |
| Tornei NCAA          | 20 | Elite Eight: 1 2020                                                                      |
| Tornei NCAA          | 20 | Sweet Sixteen: 1 1990                                                                    |
| Tornei NCAA          | 20 | Secondo turno: 6 1994, 2003, 2016, 2017, 2018, 2019                                      |
| Tornei NCAA          | 20 | Primo turno: 8 1982, 1984, 1986, 1987, 1991, 1992, 1993, 2004                            |
| Titoli di conference | 17 | Big East Conference: 11 1982, 1984, 1986, 1988, 1989, 1990, 1991, 1992, 1993, 1994, 2003 |
| Titoli di conference | 17 | Atlantic Coast Conference: 6 2017, 2018, 2019, 2022, 2023, 2024                          |

## Conference
- Big East Conference: 1982-2012
- Atlantic Coast Conference: 2013-

## National Player of the Year
- Olivia Babcock (2024)

## National Freshman of the Year
- Olivia Babcock (2023)

## National Coach of the Year
- Daniel Fisher (2024)

## All-America

### First Team
- Kayla Lund (2021)
- Courtney Buzzerio (2022)
- Serena Gray (2022)
- Olivia Babcock (2023, 2024)
- Rachel Fairbanks (2023, 2024)
- Torrey Stafford (2024)

### Second Team
- Ann Marie Lucanie (1993)
- Kayla Lund (2019, 2020)
- Chinaza Ndee (2020)
- Leketor Member-Meneh (2021)
- Valeria Vázquez (2022)
- Bre Kelley (2024)

### Third Team
- Wendy Hatlestad (2003)
- Megan Dooley (2009)
- Nika Markovic (2018)
- Chinaza Ndee (2021)
- Rachel Fairbanks (2022)
- Torrey Stafford (2023)

## Allenatori
- Mary Kromer: 1974-1975
- Mike Hebert: 1976-1979
- Shelton Collier: 1980-1988
- Susan Woodstra: 1989-1992
- Cindy Alvear: 1993-1999
- Chris Beerman: 2000-2007
- Toby Rens: 2008-2012
- Daniel Fisher: 2013-